# Rubus rugosifolius
Rubus rugosifolius är en rosväxtart som beskrevs av G.H. Loos. Rubus rugosifolius ingår i släktet rubusar, och familjen rosväxter. Inga underarter finns listade i Catalogue of Life.